# Cydia
Cydia /sɪˈdi.ə/ là phần mềm ứng dụng trên nền tảng iOS cho phép người dùng tìm kiếm và cài đặt gói phần mềm, phục vụ cho quá trình Jailbreak iOS, chiếm quyền điều khiển và phá rào cản, can thiệp vào hệ điều hành iOS của các thiết bị của Apple như iPhone, iPod Touch và iPad. Cydia còn được dùng để phân phối trực tuyến các ứng dụng và phần mềm hack, bẻ khóa không có chính thức trên App Store. Hầu hết các phần mềm có sẵn trên Cydia là miễn phí, nhưng một số yêu cầu phải trả tiền.
Cydia được phát triển bởi Jay Freeman (còn gọi là "saurik") và công ty của ông, SaurikIT. Cái tên "Cydia" ám chỉ đến loài bướm Cydia pomonella thuộc chi Cydia, một con sâu khoét sâu vào trong quả táo để làm tổ, chính là hình ảnh mô tả quá trình jailbreak.

## Mục đích và chức năng
Cydia đem đến giao diện người dùng đồ họa (GUI) cho người dùng đã bẻ khóa (jailbreak) bằng cách sử dụng kho Advanced Packaging Tool (APT) để cài đặt phần mềm không có trên App Store. Dựa trên APT, Cydia được chuyển sang iOS như một phần dự án telesphoreo của Jay Freeman.
Gói phần mềm được tải trực tiếp xuống thiết bị iOS. Ứng dụng được cài đặt trong cùng vị trí như ứng dụng hệ thống của Apple, thư mục /Applications. Các thiết bị đã bẻ khóa vẫn có thể mua và tải xuống ứng dụng thông thường từ App Store chính thức. Hầu hết các công cụ Bẻ khóa (mỗi công cụ hỗ trợ một bộ thiết bị và phiên bản iOS cụ thể) đều tự động cài đặt Cydia, trong khi một số công cụ khác cung cấp lựa chọn cho người dùng.

### Phần mềm có sẵn thông qua Cydia
Một số gói có sẵn thông qua Cydia là các ứng dụng tiêu chuẩn, hầu hết các gói còn lại là tiện ích mở rộng và sửa đổi cho giao diện iOS và cho các ứng dụng trong hệ sinh thái iOS. Một số ứng dụng có sẵn trên Cydia là trình giả lập có thể chạy hình ảnh của trò chơi cho các máy chơi game cũ, dù không có bộ điều khiển của máy chơi game đó. Cydia cũng cho phép người dùng tìm và cài đặt các gói mã nguồn mở hoặc mua các gói sửa đổi cho iPhone đã bẻ khóa. Những sửa đổi này dựa trên một khung gọi là Cydia Substrate (MobileSubstrate), giúp việc cài đặt và cập nhật các sửa đổi nói trên tương đối dễ dàng.
Các công cụ dòng lệnh UNIX cũng có sẵn trên Cydia, bao gồm bash, coreutils và OpenSSH, có nghĩa là thiết bị có thể được sử dụng như một máy trạm UNIX thực thụ, mặc dù không có nhiều công cụ phát triển.
Vào tháng 3 năm 2009, trang blog TUAW (The Unofficial Apple Weblog)(hiện không còn tồn tại) thông báo rằng Cydia Store - hệ thống mua phần mềm trong ứng dụng cho Cydia - đã mở cửa. Thông báo cũng đề cập rằng thanh toán Amazon là lựa chọn duy nhất có sẵn, PayPal sẽ được thêm vào sau này. Cydia đã ngừng chấp nhận thanh toán Amazon vào năm 2015, chọn PayPal là lựa chọn thanh toán duy nhất. Sau khi một lỗi liên quan đến ủy quyền mã kỹ thuật số PayPal được phát hiện, ảnh hưởng đến "rất ít người dùng," thông qua TechCrunch, Freeman đã quyết định đóng cửa Cydia Store vào ngày 16 tháng 12 năm 2018.

### Khai thác "chữ ký" iOS
Cydia lưu trữ các chữ ký điện tử được gọi là SHSH blob, vốn được Apple sử dụng để xác minh khôi phục iOS (mà Apple sử dụng để giới hạn người dùng chỉ cài đặt phiên bản iOS cho phép, thường là những bản mới nhất). Cơ chế lưu trữ của Cydia cho phép người dùng hạ cấp thiết bị xuống phiên bản iOS trước đó bằng cách tấn công phát lại. Điều này có nghĩa là một người có thiết bị đang chạy phiên bản hệ điều hành bẻ khóa được khi nâng cấp lên phiên bản iOS cao hơn (không bẻ khóa được) có thể chọn hạ cấp trở lại phiên bản bẻ khóa.
iOS 5.0 và các phiên bản iOS mới hơn đã thêm vào hệ thống SHSH một số ngẫu nhiên (một loại mã hóa) trong "APTicket," khiến việc thực hiện tấn công phát lại khó khăn hơn và do đó khó hạ cấp hơn.

## Lịch sử
Freeman lần đầu tiên phát hành Cydia vào tháng 2 năm 2008 dưới dạng mã nguồn mở, thay thế cho Installer.app trên iPhone OS 1.1.
Vào tháng 8 năm 2009, Wired cho biết rằng Freeman đã tuyên bố khoảng 4 triệu thiết bị iOS đã cài đặt Cydia, tương đương 10% trong số 40 triệu iPhone và iPod Touch cho đến thời điểm 2011.
Tháng 9 năm 2010, SaurikIT, LLC thông báo họ đã mua lại Rock Your Phone, Inc. (nhà sản xuất Rock.app). SaurikIT và Rock Your Phone là hai nhà cung cấp ứng dụng bên thứ ba lớn nhất.
Ngày 15 tháng 12 năm 2010, SaurikIT đã đệ đơn tranh chấp với Tổ chức Sở hữu Trí tuệ Thế giới chống lại Cykon Technology Limited ở Cửu Long, Hồng Kông về quyền đối với tên miền "Cydia.com," đã được đăng ký vào năm 2002. SaurikIT cho rằng Cykon đã đăng ký tên miền với mục đích xấu và tên miền lẫn với nhãn hiệu của SaurikIT. SaurikIT ban đầu đã cố gắng mua tên miền, nhưng sau đó yêu cầu Cykon bồi thường tên miền với chi phí khẳng định quyền thương hiệu bằng cách tiến hành thủ tục WIPO. Khiếu nại đã bị từ chối bởi WIPO.
Tính đến tháng 4 năm 2011, Cydia có doanh thu hàng năm là 10 triệu đô la và 4,5 triệu người dùng hàng tuần, theo lợi nhuận ròng hàng năm 250.000 đô la của Freeman.
Vào ngày 18 tháng 8 năm 2011, SaurikIT đã đệ đơn kiện chủ sở hữu Cydia.com của Hồng Kông về việc trùng tên miền.
Ngày 14 tháng 5 năm 2013, Cydia Substrate cho hệ điều hành Android đã được phát hành và hỗ trợ các phiên bản Android 2.3 đến 4.3.
Ngày 24 tháng 12 năm 2013, Cydia đã được cập nhật để chạy trơn tru trên iOS 7 và iOS 7.1.
Ngày 12 tháng 6 năm 2014, Cydia đã được cập nhật lên phiên bản 1.1.10, bao gồm rất nhiều thay đổi và thêm ngôn ngữ tiếng Việt. Cuối ngày hôm đó, Cydia 1.1.11 được phát hành nhằm sửa lỗi. Ngày hôm sau, ngày 13 tháng 6, 1.1.12 tiếp tục được phát hành, sửa nhiều lỗi hơn.
Vào ngày 22 tháng 10 năm 2014, nhóm bẻ khóa Trung Quốc, Pangu Team, đã phát hành bản bẻ khóa iOS 8 - 8.1. Đáp lại, Saurik đã nhanh chóng cập nhật Cydia lên 1.1.13, bổ sung hỗ trợ cho iOS 8 và đẩy bản cập nhật lên apt.saurik.com để tải xuống thủ công. Khoảng một tuần sau, 1.1,14 đã được phát hành với sửa lỗi. Cuối ngày hôm đó, 1.1.15 đã được phát hành với nhiều bản sửa lỗi hơn.
Ngày 5 tháng 11 năm 2014, Cydia được cập nhật lên phiên bản 1.1.16. Phiên bản này sửa một số lỗi nhỏ.
Ngày 28 tháng 10 năm 2015, nhóm Pangu đã phát hành Pangu 9, cho phép sử dụng Cydia trên iOS 9-9.0.2.
Ngày 6 tháng 2 năm 2017, Cydia được cập nhật để chạy trơn tru trên iOS 10.2 và khắc phục khả năng mua hàng.
Vào ngày 15 tháng 2 năm 2017, Cydia đã được cập nhật lên phiên bản 1.1,29, được sửa lỗi và cải thiện hiệu suất. Một ngày sau đó, Saurik đã cập nhật Cydia lên phiên bản 1.1.30 để sửa lỗi ngăn người dùng cài đặt các mục đã mua trong Cydia 1.1,29.
Vào ngày 26 tháng 2 năm 2018, Coolstar ra mắt bản phát hành ban đầu của Electra, cài đặt Cydia cho các phiên bản iOS 11.0-11.1.2. Bên cạnh Electra cho iOS 11, Coolstar cũng phát hành một số bản vá cho Cydia, tạo ra phiên bản Cydia tương thích với Electra, vì Electra đã được phát hành trong khi Saurik vẫn đang cập nhật Cydia. Saurik sau cùng đã phát hành bản cập nhật và đẩy bản cập nhật lên các thiết bị iOS chạy iOS 11 với Cydia tại thời điểm đó. Phiên bản Cydia của Coolstar không tương thích với bản cập nhật mới của Saurik nên nhiều người dùng Electra đã gặp lỗi và bị hỏng tệp.
Vào ngày 6 tháng 7 năm 2018, Coolstar đã cập nhật Electra, cấp quyền truy cập vào phiên bản Cydia được vá của Coolstar cho các phiên bản iOS 11.2-11.3.1.
Saurik và Coolstar không đạt được thỏa thuận về các vấn đề tương thích giữa Electra và Cydia. Do đó, Coolstar và Nhóm Electra đã phát hành trình quản lý gói riêng của họ được gọi là Sileo.
Vào năm 2019, unc0ver được phát hành cho iOS 12-12.5.1 cho tất cả các thiết bị, sử dụng Cydia làm trình quản lý mặc định.
Vào tháng 11 năm 2019, công cụ jailbreak mang tên Checkra1n đã được ra mắt cho các thiết bị sử dụng chip A7 cho đến A11 nhờ việc tận dụng lỗ hổng bảo mật trên thiết bị mà Apple không thể vá qua các bản cập nhật iOS, sử dụng Cydia làm trình quản lý mặc định.
Vào năm 2020, unc0ver đã được phát hành cho iOS 13-13.5 cho các thiết bị A12/A13, sử dụng Cydia làm trình quản lý mặc định. Cùng năm đó thì Odyssey của Coolstar cũng được phát hành cho tất cả các thiết bị chạy hệ điều hành iOS 13-13.7.
Vào năm 2021, unc0ver đã được phát hành cho iOS 14-14.3 cho tất cả các thiết bị, sử dụng Cydia làm trình quản lý mặc định. Không lâu sau đó Coolstar cũng phát hành công cụ Taurine cũng cho các thiết bị chạy hệ điều hành iOS 14-14.3.